# Comuna Kępice
Comuna Kępice (poloneză gmina Kępice) este o comună rurbană din powiat-ul słupski, voievodatul Pomerania, din partea septentrională a Poloniei. Sediul administrativ este orașul Kępice. Conform datelor din 2004 comuna avea 9.713 de locuitori. Întreaga suprafață a comunei Kępice este 293,43 km².
În comuna sunt 15 sołectwo-uri: Barcino, Bronowo, Barwino, Biesowice, Darnowo, Korzybie, Mzdowo, Obłęże, Osowo, Płocko, Podgóry, Pustowo, Przytocko, Warcino și Żelice. Comuna învecinează cu comuna Sławno din powiat-ul sławieński și comuna Polanów din powiat-ul koszaliński (ambele în voievodatul Pomerania Occidentală, respectiv comunele Miastko și Trzebielino din powiat-ul bytowski și comuna Kobylnica din powiat-ul słupski, toate din voievodatul Pomerania.
Înainte de reforma administrativă a Poloniei din 1999, comuna Kępice a aparținut voievodatului Słupsk.